# 錦山郡
錦山郡（：／ Geumsan gun */?）是韩国忠淸南道东南部的一个郡。锦山的总面积约576平方公里，东西长约24公里，南北长32公里，郡周长约136公里。在忠清南道的15个市郡中，面积居第7位。盛产高丽参，与仁川广域市江華郡生产的人参齐名。

## 地理
有西台山、天安山。锦山是从锦南正脉延伸出来的一个分支，从锦山郡中部穿过；东南方向有白头大干山脉经过，锦山郡是位于这两大山脉中间的一个大盆地。

### 隣接行政区
- 大田广域市 論山市
- 忠清北道：永同郡、沃川郡
- 全羅北道 完州郡、茂朱郡、鎮安郡

## 历史
錦山郡於百濟時期屬於進仍乙郡（진잉을군），新羅景德王時期設進禮郡（진례군），一直至朝鮮太宗十三年（1413年）才分設錦山郡及珍山郡，由全羅道管轄。
1895年在朝鮮王朝行二十三府制下，錦山郡改編至忠州府轄下。1896年8月4日下令勅令第36號下最終編入至全羅北道。日治時期大正三年（1914年）3月1日，珍山郡編入至錦山郡。韓國獨立後直至1962年12月12日，朴正熙政權時期下令實行全國行政區域變更法律（法律第1172號），錦山郡改屬忠清南道。有傳是由與朴正熙同樣為陸軍士官學校8期出身、協助朴正熙發動516軍事政變的軍官吉在號主導該決定。

### 郡守變更
- 1995年6月27日 - 郡守選举、金顯根当選。
- 1998年6月4日 - 郡守選举、金行基当選。
- 2002年6月13日 - 郡守選举、金行基再選。
- 2006年5月31日 - 郡守選举、朴東喆当選。

## 行政
郡守：文正禹（ 共同民主党）
下级行政区：
- 錦山邑（금산읍）
- 錦城面（금성면）
- 済原面（제원면）
- 富利面（부리면）
- 郡北面（군북면）
- 南一面（남일면）
- 南二面（남이면）
- 珍山面（진산면）
- 福寿面（복수면）
- 秋富面（추부면）

## 姐妹地区
- 中华人民共和国吉林省延边朝鮮族自治州安图县（1995年3月28日）

## 教育
- 中部大學

## 交通
- 中部高速公路

## 观光
- 绯缎村野樱花祝祭
- 锦江民俗祝祭
- 锦山人参祝祭
- 长东望月祝祭
- 月明洞花慶典
- 大芚山

## 名人
- 鄭明析